# Gary Dotson
Gary Dotson (* um 1957) ist die erste US-amerikanische Person der US-Kriminalgeschichte, die aufgrund nachträglich zugelassener Auswertung von DNA-Spuren vor Gericht freigesprochen wurde.

## Leben
Der damals 22-jährige Dotson wurde im Mai 1979 aufgrund einer Anzeige von Cathleen Crowell wegen Vergewaltigung und wegen Entführung zweimal zu 25 bis 50 Jahren Freiheitsentzug verurteilt. Durch ein Appellationsgericht wurden die jeweiligen Urteile im Jahr 1981 aufgehoben. Vier Jahre später zog Crowell dann ihre Aussage zurück. 
Nachdem die Öffentlichkeit von diesem Fall Kenntnis erlangte, verfestigten sich die Meinungen, dass Dotson einer Schmierkampagne zum Opfer fiel. Hierdurch erhöhte sich der Druck auf eine erneute Untersuchung des Falles, sodass sich anhand von DNA-Beweisen im Jahr 1998 schließlich seine Unschuld nachweisen ließ.